# Шильцов Костянтин Сергійович
Костянтин Сергійович Шильцов (рос. Константи́н Серге́евич Шильцо́в, нар. 7 травня 2002, Єлець, Росія) — російський футболіст, атакувальний півзахисник клубу «Спартак» та молодіжної збірної Росії.
На правах оренди грає у клубі «Парі Нижній Новгород»

## Ігрова кар'єра

### Клубна
Костянтин Шильцов є вихованцем футболу міста Єлецька. У 2019 році він приєднався до футбольної академії московського «Спартака». Та в першій команді Шильцов не провів жодного матчу, а у 2020 році відправився в оренду у другий склад «Спартака», що виступає у ФНЛ.
Влітку 2022 року також на правах оренди Шильцов перейшов до клубу РПЛ «Парі Нижній Новгород». У липні футболіст зіграв першу гру у вищому дивізіоні.

### Збірна
З 2022 року Костянтин Шильцов є гравцем молодіжної збірної Росії.